# Direction générale de la Météorologie (Maroc)
Pour les articles homonymes, voir Direction générale de la Météorologie.
La direction générale de la Météorologie (DGM) aussi connu comme MarocMétéo (en arabe : المديرية العامة للأرصاد الجوية), est l'établissement chargé de la veille météorologique au Maroc. Il fait partie de l'Organisation météorologique mondiale (OMM). Le service est sous la direction des Ministères des Travaux Publics.

## Création
La Direction générale de la météorologie est créée en 1961.

## Missions
La DGM a pour mission de collecter des données météorologiques précises et fiables sur le territoire marocain, de fournir des prévisions météorologiques à court et à long terme pour assister les citoyens et les secteurs socio-économiques sensibles au temps et au climat. Elle diffuse également ces prévisions aux utilisateurs spécialisés tels que l'aviation et l'agriculture, et émet des avertissements pour les conditions dangereuses.

## Organisation
La DGM emploie environ 750 personnes dont 450 techniciens, 220 cadre et 80 exécutants, et dispose d'un réseau d'observations et de mesures météorologiques étendu à travers tout le territoire marocain. Ce réseau comprend 42 stations d'observations et de mesures en surface, 160 stations automatiques, 4 stations de mesure en altitude, 3 stations de réception satellitale, 6 radars, 8 stations radiométriques, 5 stations maritimes, 3 stations agrométéo, 2 stations de mesure de la pollution de fond, 1 station de mesure de la qualité de l'air, 1 station de mesure d'ozone, ainsi qu'un réseau de détection de la foudre. Les observations et mesures sont effectuées via différents moyens tels que l'observation au sol, sur mer, par radiosondage, observation satellite et radar.